# قوات المهام الخاصة السورية
قوات المهام الخاصة السورية هي قوة الرد السريع التابعة لوزارة الداخلية. وهي مكلفة بالدفاع ضد الهجمات الإرهابية على الأجزاء التي تسيطر عليها الحكومة في حلب ودمشق وغيرها من المناطق الحضرية.

## المعدات
تلقت الوحدة تدريبًا على الدفاع عن النفس وأسلحة عسكرية من روسيا. الوحدة قابلة للمقارنة بـ ODON الروسي. يستخدم أس أس أم أف أيه كيه-103 وأيه كيه-104 الموردة من روسيا كبنادق الخدمة الرئيسية، وكانت البنادق الرئيسية السابقة هي أيه كيه-47 وعلى الأرجح أي كيه أم أيضًا.
وبحسب المصدر نيوز، فإن قوات المهام الخاصة مخصصة بشكل أساسي، وإن لم يكن حصراً، للأعمال الأمنية الحضرية، فضلاً عن القيام بعمليات حماية القوة والأمن ضد الأنشطة الإرهابية.

## المعارك
ويشار إلى أن أداءهم كان جيداً في إحباط هجمات الإرهابيين في ريف حلب الغربي ومدينة حلب القديمة وإحباط هجمات عشوائية للإرهابيين في المدينة القديمة وريفها الغربي. لا يقتصر الأمر على الدفاع عن المدينة، فقد هاجمت قوات المهام الخاصة السورية خلف خطوط العدو خلال هجوم الجيش السوري على الغوطة الشرقية. وهم أكثر خبرة من قوات الدفاع الوطني حيث أن العديد منهم ضباط عسكريون ذوو خبرة، وبعضهم لديه خبرة في القوات الخاصة السورية. ومن المتوقع أنه بعد انتهاء الحرب وانتهاء الصراع في المنطقة، سيساعدون في إعادة بناء سوريا.

## طالع أيضًا
- تطبيق القانون في سوريا
- شرطة الأمن العام السورية